# Jacques Charles Bailleul
Jacques Charles Bailleul (Bretteville-du-Grand-Caux, 12 dicembre 1762 – Parigi, 18 marzo 1843) è stato un magistrato e politico francese.

Principes sur lesquels doivent, 1821 (Fondazione Mansutti, Milano).

Originario della Normandia, fu avvocato al Parlamento di Parigi e poi a Le Havre. Nel 1821 scrisse il Principes sur lesquels doivent reposer les établissemens de prévoyance, anche se pubblicato senza nome e stampato dal fratello Antoine. Dopo la carriera in magistratura si avviò alla politica, eletto tra i girondini. Riuscirà a far liberare l pittore Jacques-Louis David, incarcerato durante il Termidoro.
Bailleul era esperto di economia e di storia dell'epoca napoleonica, e prese parte alle attività del Consiglio dei Cinquecento di cui fu membro, con risoluzioni, mozioni e rapporti per la commissione finanziaria. In particolare fu accusatore della Caisse Lafarge, che fu responsabile di un disastro finanziario all'inizio del XIX secolo. Ciononostante restò sempre un difensore del sistema delle tontine, malgrado le sue inamovibili critiche verso le assicurazioni sulla vita.